# Erdei karibu
Az erdei karibu (Rangifer tarandus caribou) az emlősök (Mammalia) osztályának párosujjú patások (Artiodactyla) rendjébe, ezen belül a szarvasfélék (Cervidae) családjába tartozó rénszarvas (Rangifer tarandus) egyik észak-amerikai alfaja.

## Előfordulása
Az erdei karibu fő előfordulási területe Kanada, de állományai találhatók Washington, Idaho és Montana államokban is. Korábban nagyobb volt az elterjedési területe, de sok helyről kihalt. Kanadában, a 2011-es számlálás szerint, körülbelül 34 ezer példánya élt 51 különböző területen.
A legrégebbi maradványa egy fogból áll; ezt 1,6 millió évesre becsülték és a Yukon territóriumban találták meg. Egy másik ősi maradványa egy 40 600 éves agancs, mely Québec tartományból került elő.

## Megjelenése
A legnagyobb a karibuk között, és sötétebb a hegyi karibunál (Rangifer tarandus groenlandicus). A marmagassága 100-120 centiméter és a testtömege 110-210 kilogramm közötti. A patája nagy és félhold alakú; tökéletesen alkalmazkodott a hóban és lápos vidékeken való járáshoz. Általában mindkét nemű állatnak van agancsa, egyes tehénnél azonban hiányzik. A bika agancsa márciusban kezd nőni, és augusztusra már egy méternél is hosszabb lesz. A teste tömzsi és a szőrzete hosszú és vastag. Az orra és pofavége rövid de széles, a fülei rövidek és a farka kicsi. A szőrzete nyáron barna vagy sötétbarna, és télen szürke.

## Életmódja
Más karibuktól eltérően, nem alkot nagy csordákat, és nemigen vándorol, bár egyes állományai rövidebb vándorutakat - csak 50-150 kilométereseket - is megtehetnek. Főleg az ellési időszakban a suták félrehúzódnak és magányosan gondozzák borjaikat. A bőséges zuzmókkal rendelkező erdőket kedveli; mocsarak és lápvidékek, valamint tavak és folyók mentén él.

## Szaporodása
A suta 16 hónaposan, míg a bika 18-20 hónaposan éri el az ivarérettséget. A bikák 3-4 éves kornál korábban nem szaporodhatnak, mivel nincs esélyük az idősebb bikákkal szemben. Eléggé lassan szaporodik. Szeptember végétől október elejéig tart a párosodási időszak; a borjak a következő év júniusában jönnek világra. A suta a borjával, csak a tél közepén csatlakozik a csordájához.

## Képek

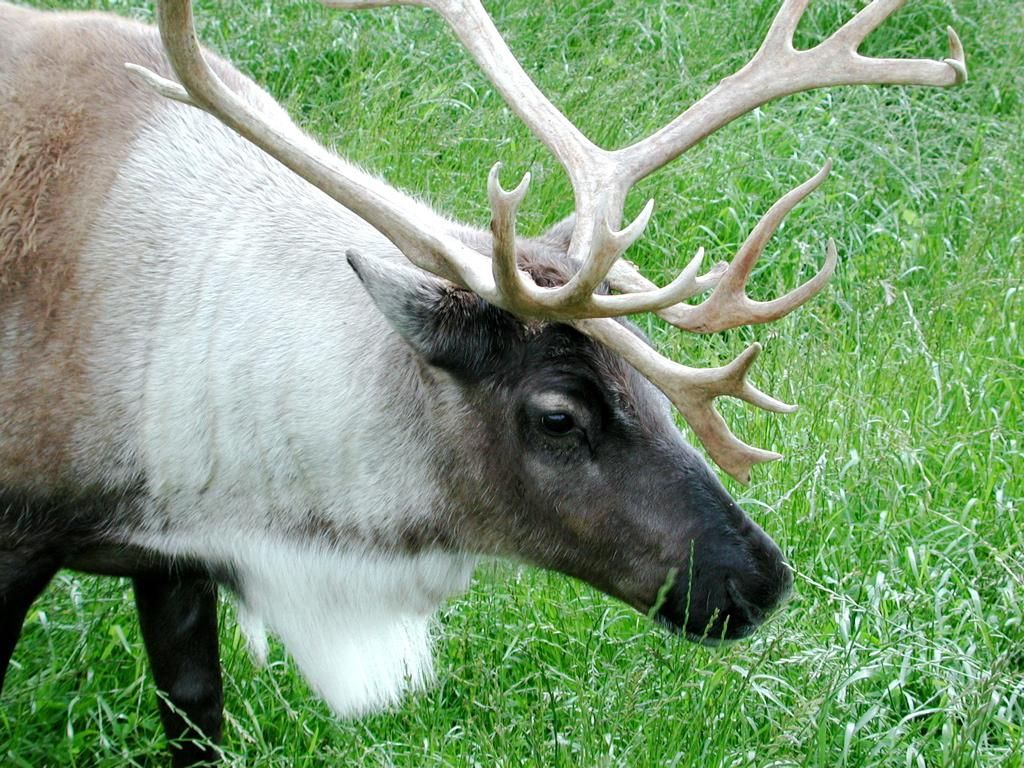
Bika feje közelről
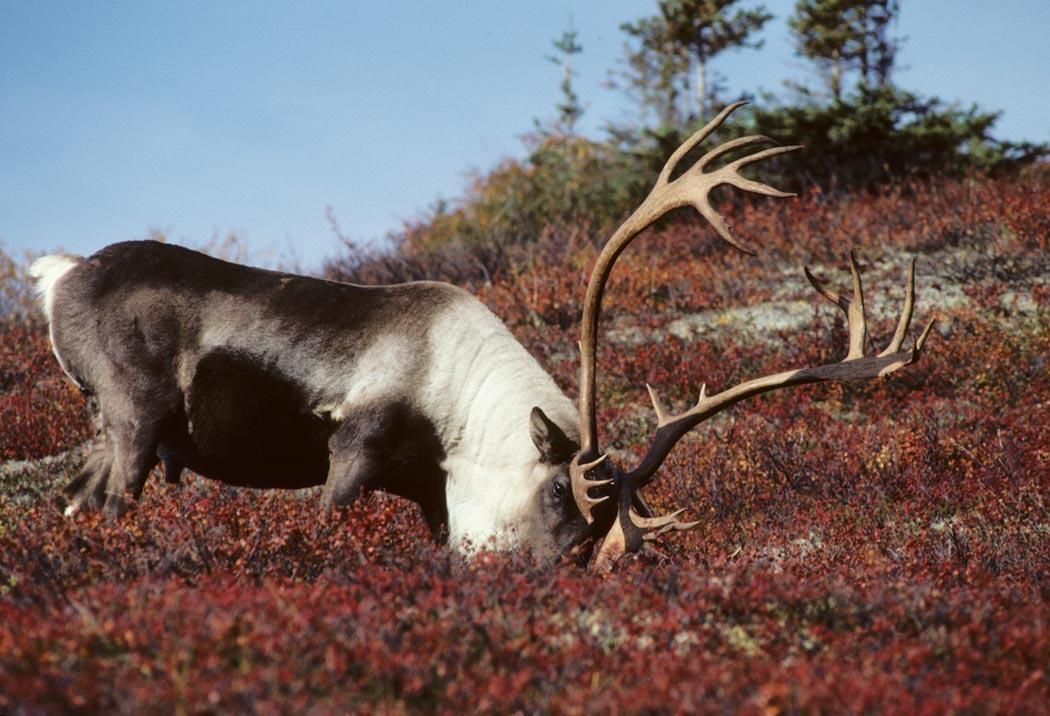
Kifejlett bika
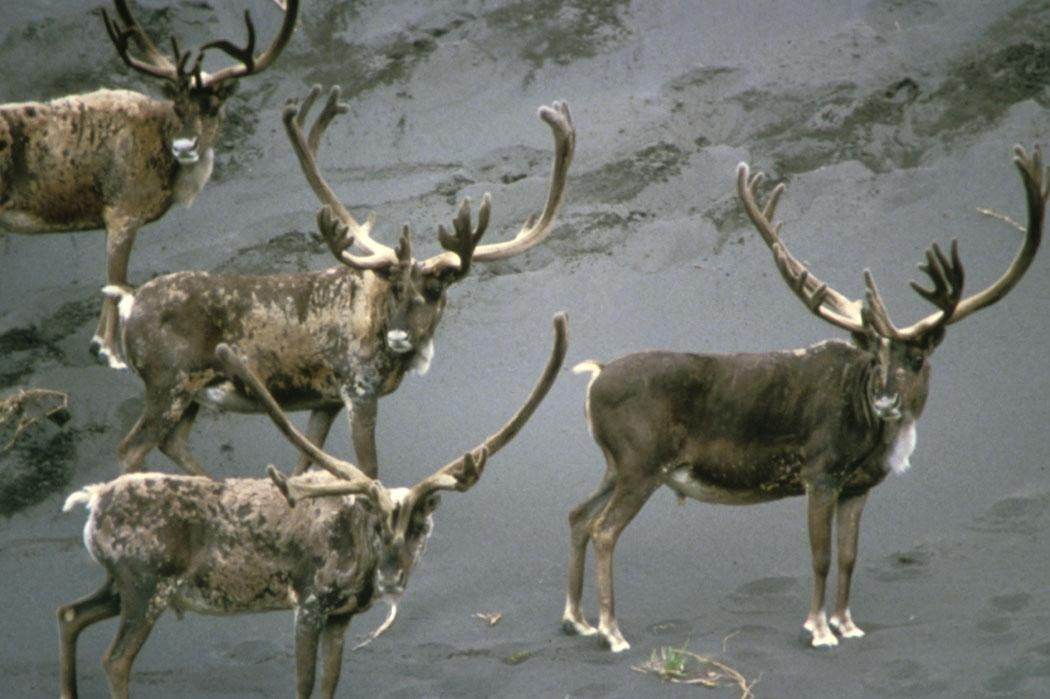
Bikacsorda háncsos agancsokkal
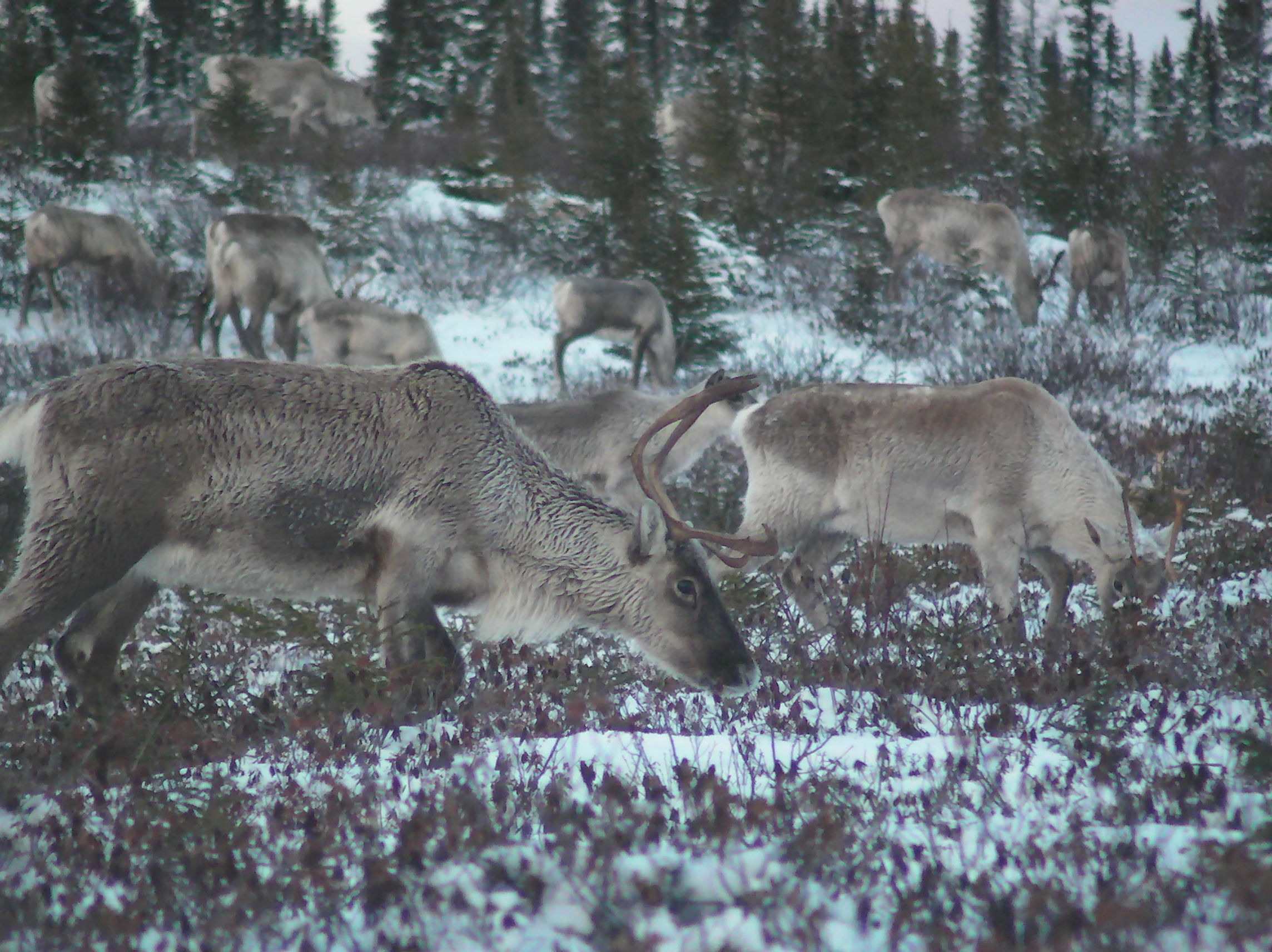
Vegyes csorda
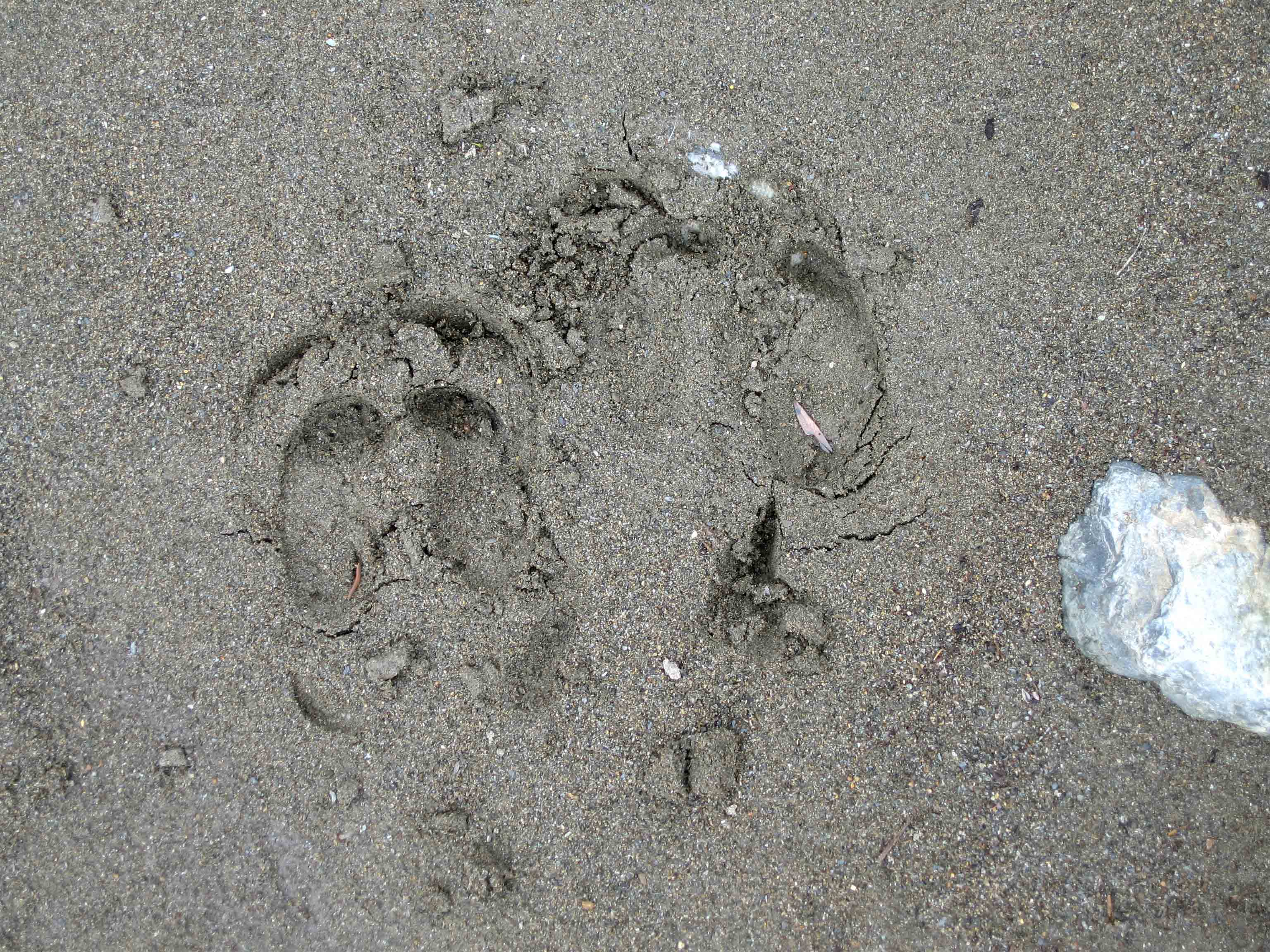
A lábnyomai

## Fordítás
- Ez a szócikk részben vagy egészben  a   Boreal woodland caribou című angol Wikipédia-szócikk ezen változatának fordításán alapul.  Az eredeti cikk szerkesztőit annak laptörténete sorolja fel. Ez a jelzés csupán a megfogalmazás eredetét és a szerzői jogokat jelzi, nem szolgál a cikkben szereplő információk forrásmegjelöléseként.
- Ez a szócikk részben vagy egészben  a   Migratory woodland caribou című angol Wikipédia-szócikk ezen változatának fordításán alapul.  Az eredeti cikk szerkesztőit annak laptörténete sorolja fel. Ez a jelzés csupán a megfogalmazás eredetét és a szerzői jogokat jelzi, nem szolgál a cikkben szereplő információk forrásmegjelöléseként.